# Monumento aos Mortos da Grande Guerra
Monumento aos Mortos da Grande Guerra, localizado na Avenida da Liberdade, em Lisboa, homenageia os combatentes portugueses na I Guerra Mundial. A 9 de abril de 1920, aniversário da Batalha de La Lys, surgiu a ideia de se erigir um monumento aos heróis mortos na Grande Guerra.

## História

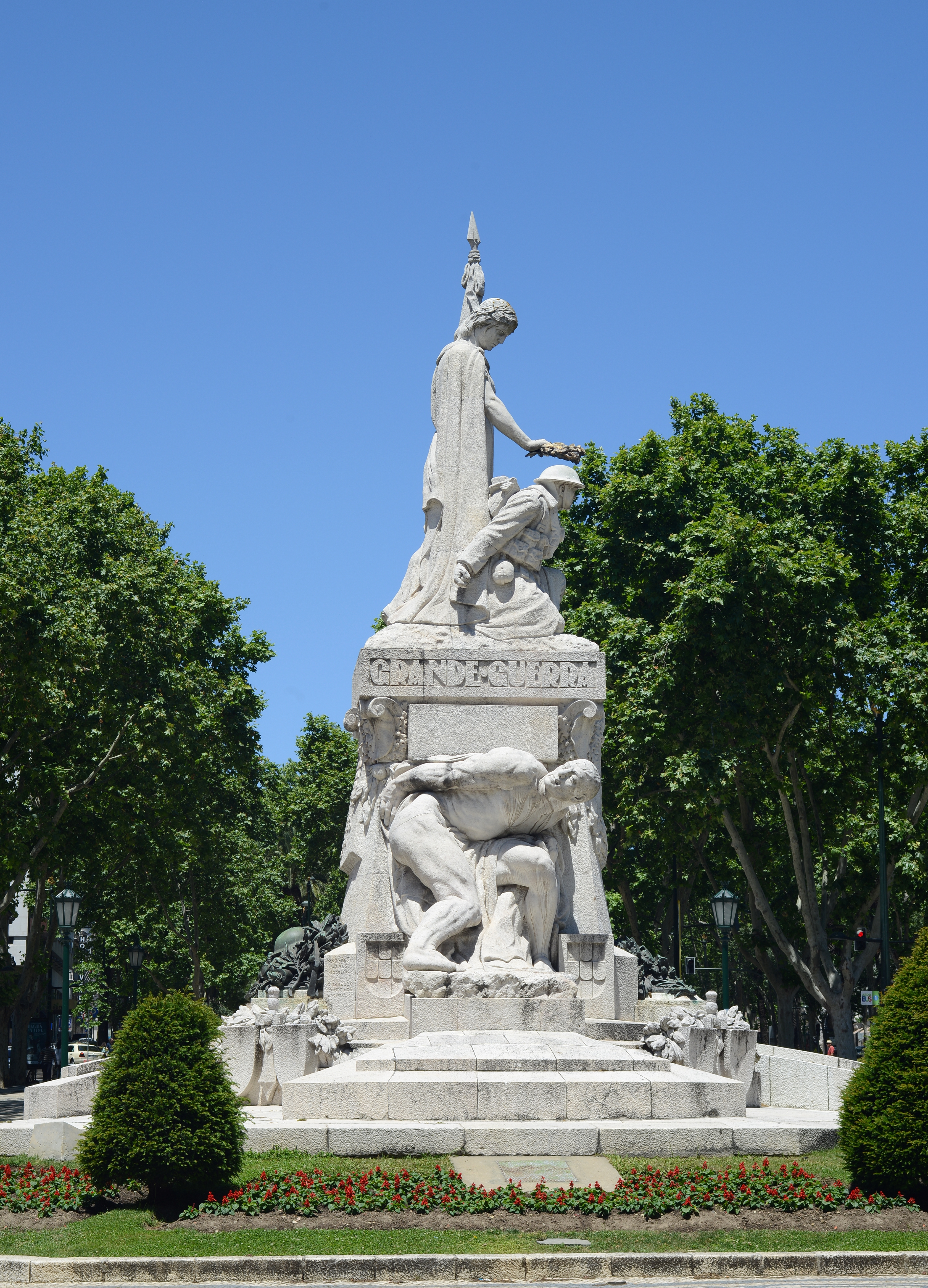
Monumento aos Mortos da Grande Guerra.

Foi constituída uma Comissão Nacional para o efeito, presidida por Magalhães Lima, e, depois, sucessivamente pelos generais Abel Hipólito e Roberto Baptista, sendo a primeira pedra colocada pelo Presidente da República, Dr. António José de Almeida, em 9 de abril de 1923.
O monumento é projecto dos arquitectos Guilherme Rebelo de Andrade e Carlos Rebelo de Andrade e o conjunto escultórico é de Maximiano Alves e foi inaugurado em 22 de novembro de 1931, com a presença do presidente da República, general Óscar Carmona, e do Presidente da Câmara Municipal de Lisboa, general Vicente de Freitas.
A figura da Pátria coroa o soldado. Lateralmente, duas figuras plásticas sustentam a Pátria, num esforço supremo. O monumento tem a legenda "Ao serviço da Pátria, o esforço da Grei"
No mesmo local esteve projectado, chegando a ser lançada a primeira pedra em 22 de janeiro de 1888, um monumento a António Maria Fontes Pereira de Melo.